# Armenia, Mexiko
Armenia är en ort i Mexiko.   Den ligger i kommunen San Juan Lachao och delstaten Oaxaca, i den sydöstra delen av landet, 400 km sydost om huvudstaden Mexico City. Armenia ligger 1 313 meter över havet och antalet invånare är 101.
Terrängen runt Armenia är kuperad söderut, men norrut är den bergig. Runt Armenia är det ganska glesbefolkat, med 24 invånare per kvadratkilometer. Närmaste större samhälle är Santos Reyes Nopala, 10,4 km sydväst om Armenia. I omgivningarna runt Armenia växer i huvudsak städsegrön lövskog.